# Acisoma panorpoides
Acisoma panorpoides är en trollsländeart. Acisoma panorpoides ingår i släktet Acisoma och familjen segeltrollsländor. IUCN kategoriserar arten globalt som livskraftig.

## Underarter
Arten delas in i följande underarter:
- A. p. ascalaphoides
- A. p. panorpoides

## Bildgalleri

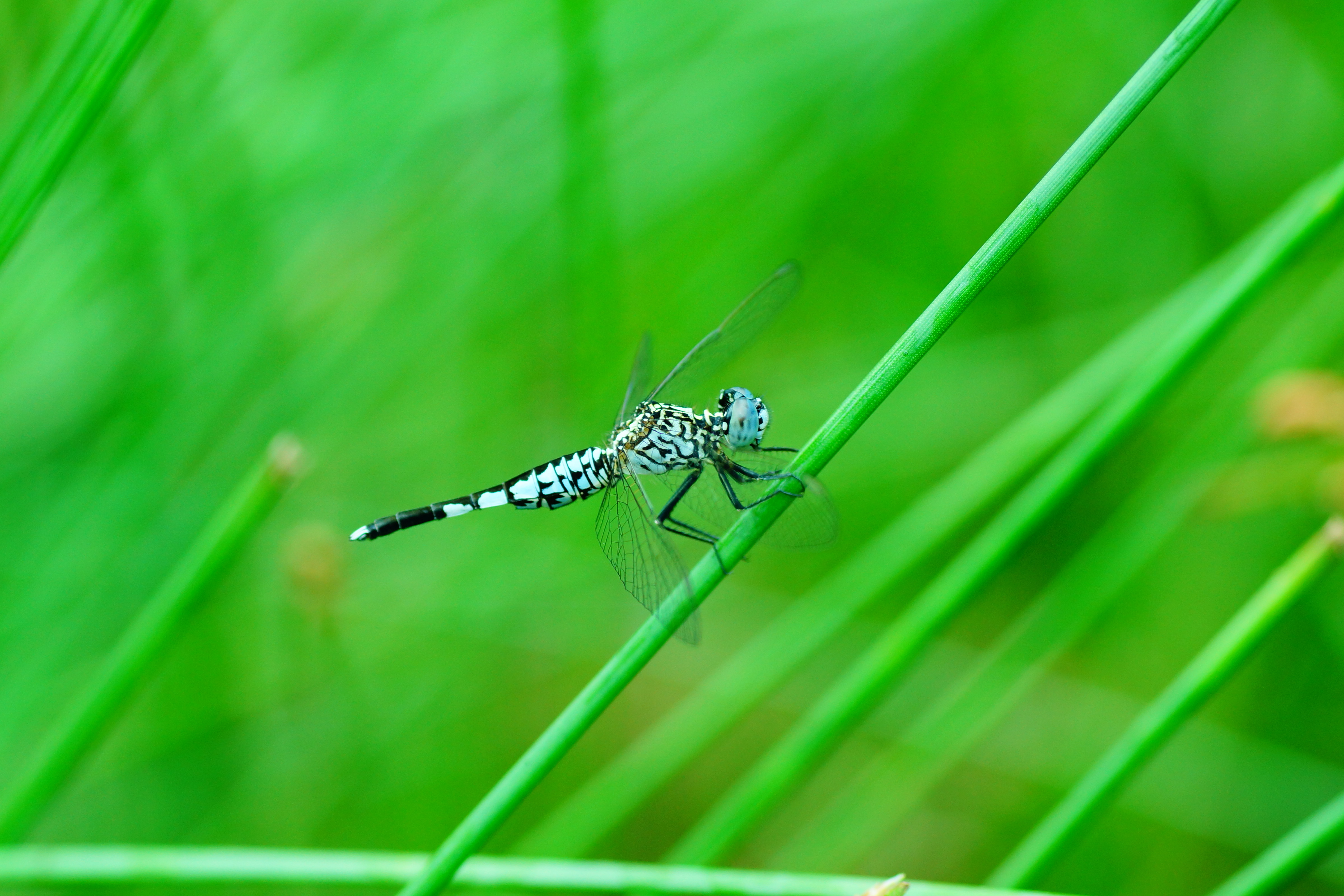
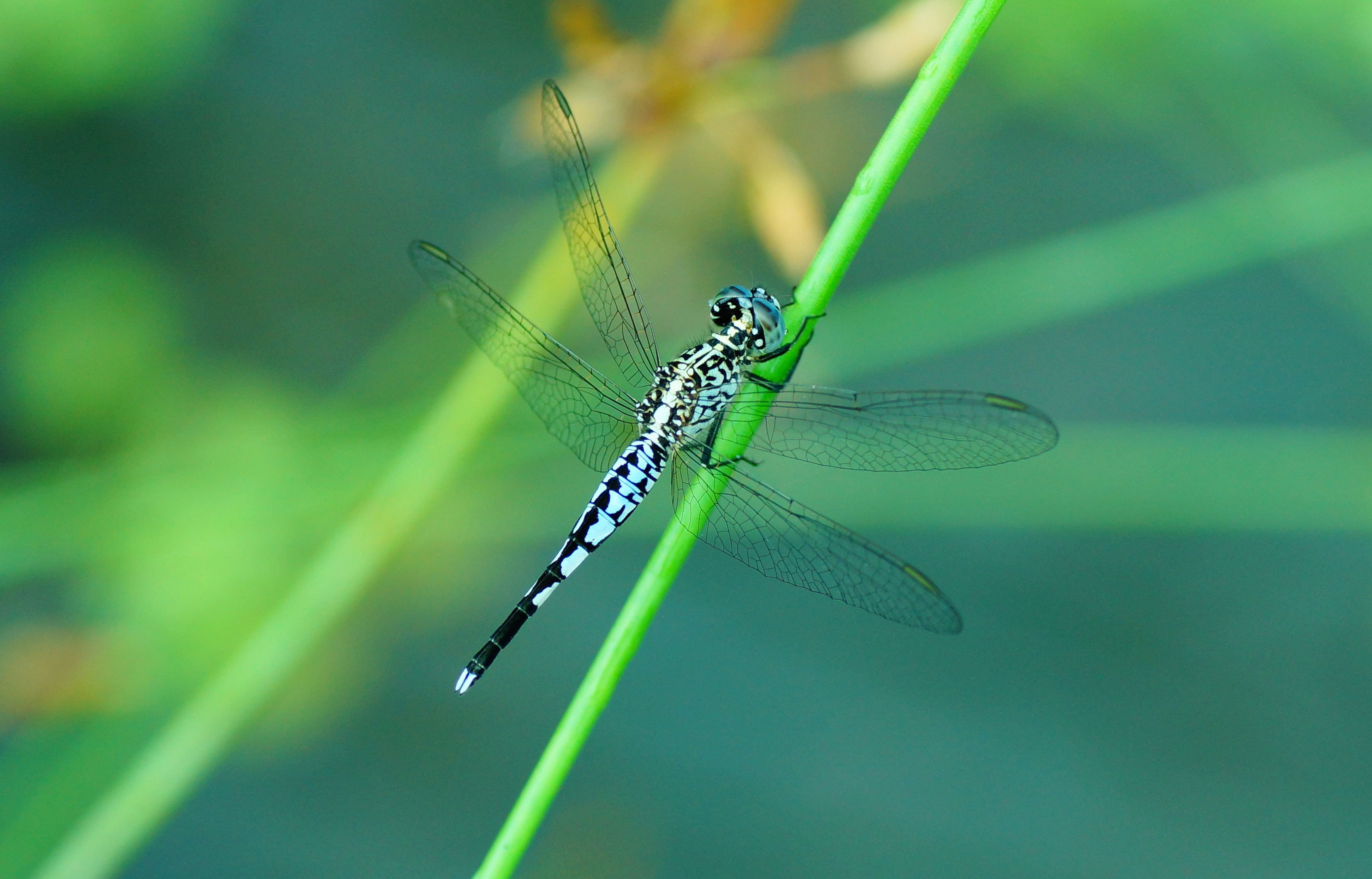
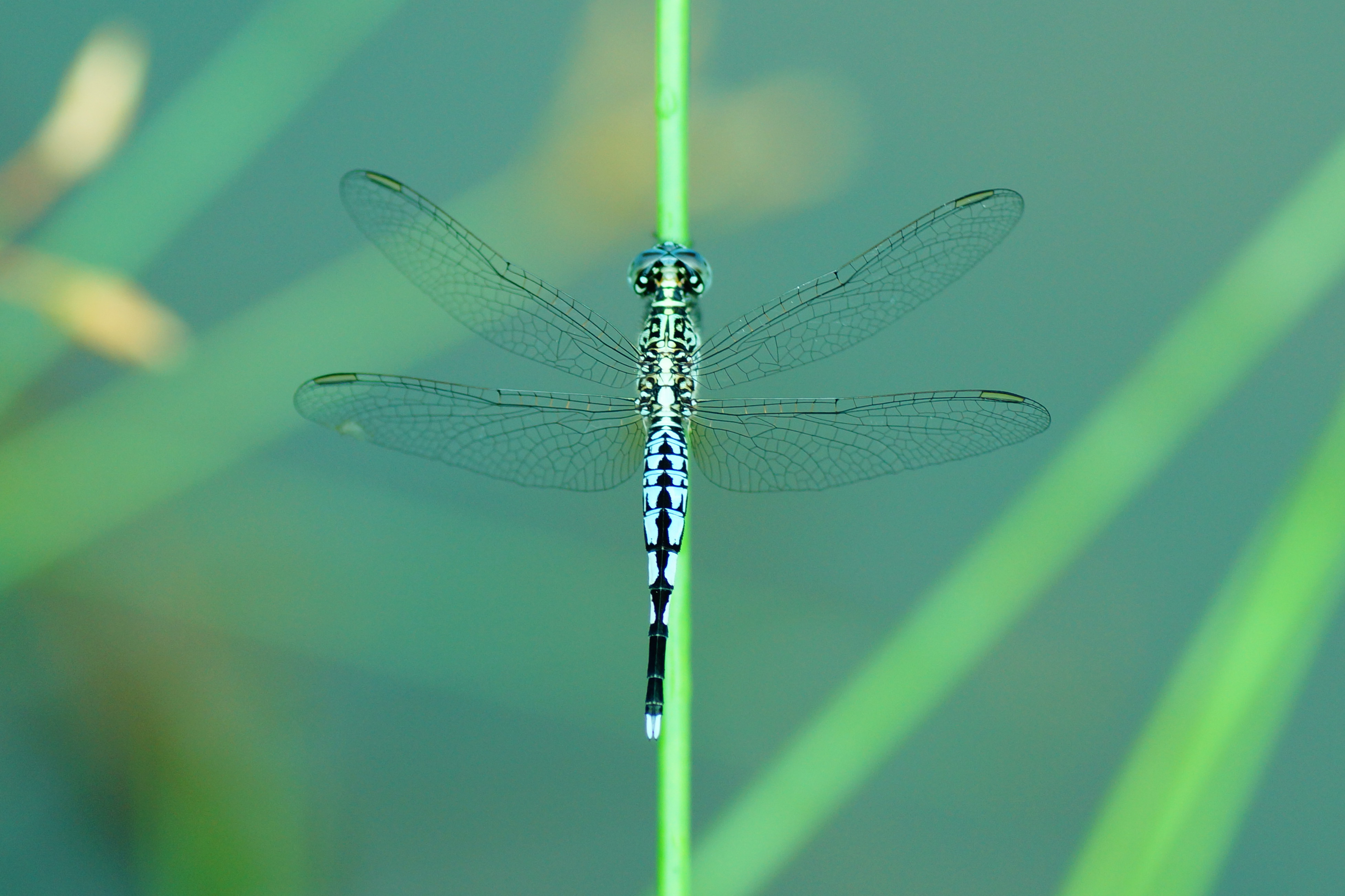
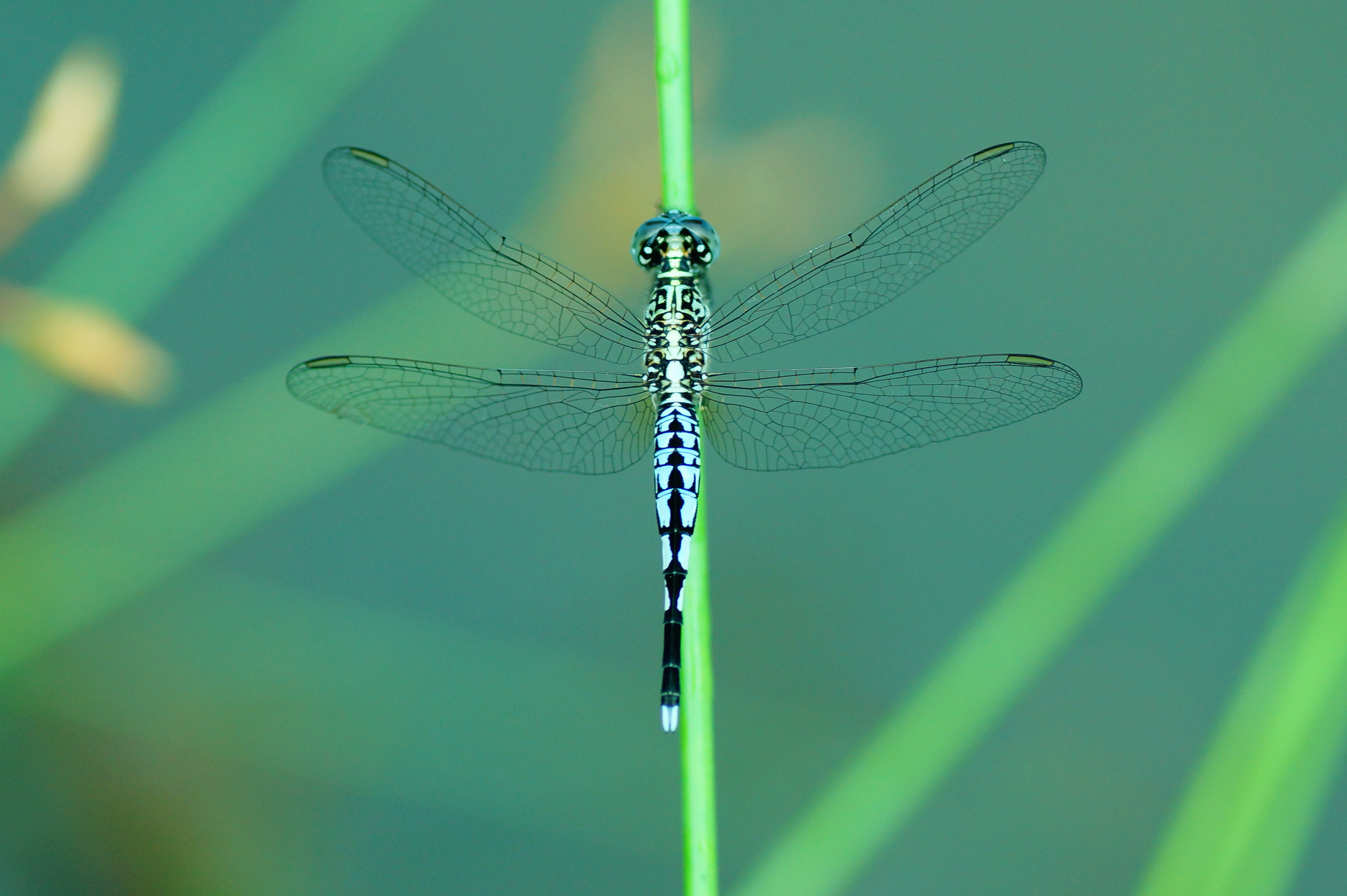
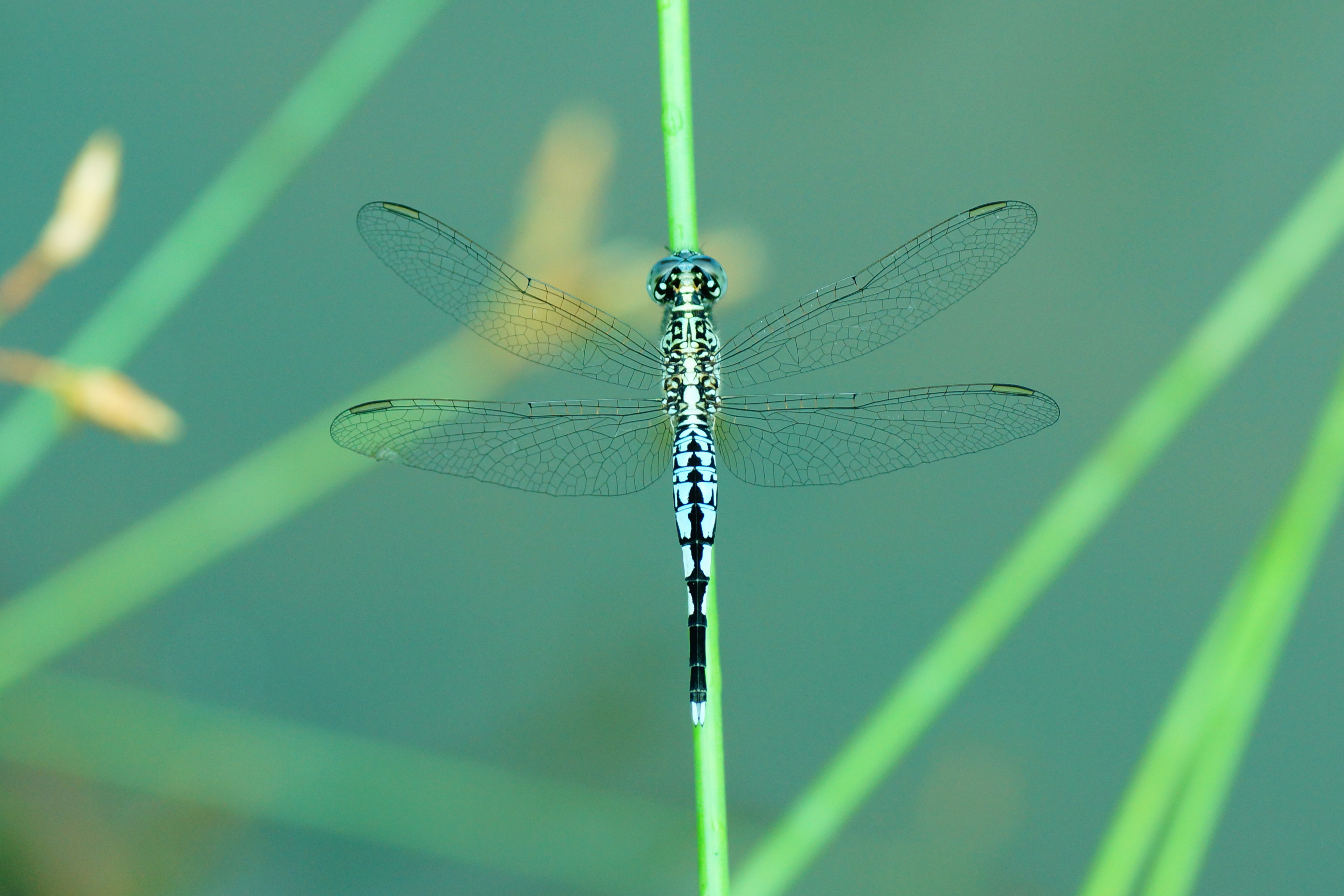
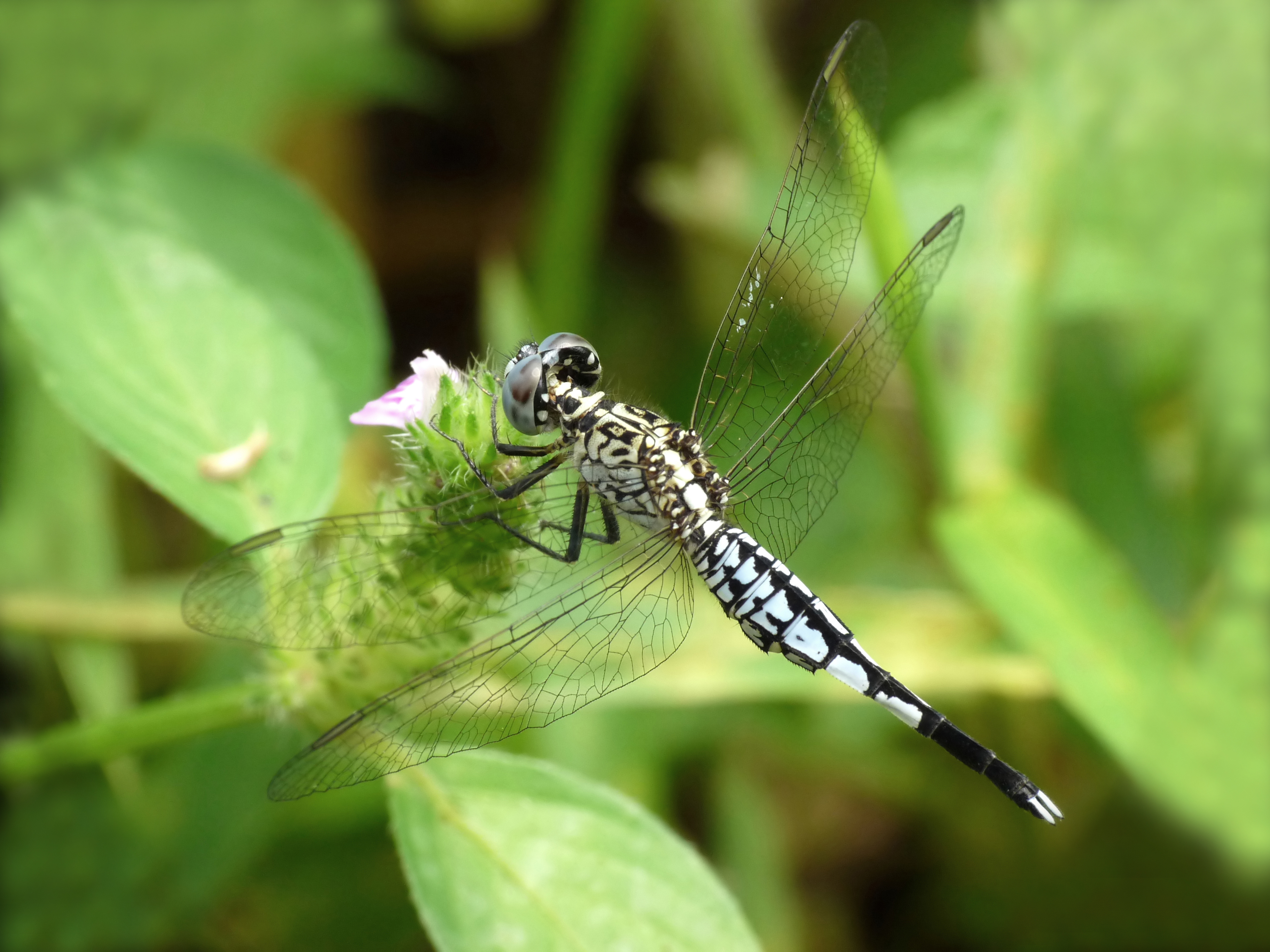